# Критерий демаркации
Критерий демаркации — научный способ разграничения условий, которые избираются для объяснения данного явления. Термин «демаркация» означает «разграничение».

## Практическое применение
Критерий демаркации нашел, пожалуй, наибольшее применение в философии позитивизма. Это направление признаёт источником действительного знания прежде всего эмпирические исследования и отрицает познавательную ценность сугубо философского (следовательно умозрительного) исследования предмета. Поэтому значимость граничных условий, которые необходимо наложить на исследуемый объект, составляет в нём важную сторону культуры научного исследования.